# Roberto Cherubin
Roberto Cherubin (Mecharsulm, 1910 – Zona di Orobinskji, 17 dicembre 1942) è stato un militare italiano insignito della medaglia d'oro al valor militare alla memoria nel corso della seconda guerra mondiale.

## Biografia
Nacque a Mecharsulm (Germania) nel 1910. Vissuto sempre in Germania, rientrò in Italia nel novembre 1933 per assolvere gli obblighi del servizio militare di leva nel Regio Esercito, arma di artiglieria. Assegnato in servizio dapprima al 3º Reggimento artiglieria pesante campale fu trattenuto in servizio attivo, e nel 1935 fu trasferito al 3º Reggimento artiglieria celere della 3ª Divisione celere "Principe Amedeo Duca d'Aosta". Posto in congedo nel 1936, dopo pochi mesi si arruolò volontario nel gruppo motorizzato di marcia in partenza per l'Africa Orientale. Rimpatriato dopo la fine della guerra d'Etiopia, chiese ed ottenne il trasferimento nel II gruppo da 149/12 del Corpo Truppe Volontarie con il quale partì per la Spagna nel gennaio 1937. Rientrato in Italia e prosciolto dalla ferma volontaria, fu posto in congedo nel 1938. Nel febbraio 1942, fu richiamato in servizio attivo a domanda, ed assegnato al 201º Reggimento d'artiglieria motorizzato da 75/32 Mod. 1937, allora in formazione presso il 1º Reggimento artiglieria celere a Pordenone, nel giugno successivo partì per il fronte russo, inquadrato nella 2ª Divisione fanteria "Sforzesca". Cadde in combattimento durante la seconda battaglia difensiva del Don il 17 dicembre 1942, nella zona di Orobinskji e fu successivamente decorato con la medaglia d'oro al valor militare alla memoria.